# 莎莉·卡希尔
莎莉·卡希尔（Sally Cahill）是加拿大配音演员、影视演员。她主要以在《生化危机2》、《生化危机4》和《暗黑编年史》中为艾达·王配音而知名。她还曾在加拿大电视剧《Wind at My Back》中扮演Marjorie Jefferson。